# Acalypha alchorneoides
Acalypha alchorneoides är en törelväxtart som beskrevs av Henry Hurd Rusby. Acalypha alchorneoides ingår i släktet akalyfor, och familjen törelväxter. Inga underarter finns listade i Catalogue of Life.